# سیدنی کیبریک
سیدنی کیبریک (انگلیسی: Sidney Kibrick) بازیگر اهل ایالات متحده آمریکا است که عضوی از گروه دارودسته ما بود و نفش «وُیم» را بازی می‌کرد.
از فیلم‌هایی که وی در آن‌ها نقش داشته‌است، می‌توان به بن‌بست اشاره نمود.